# Capella de Nostra Senyora de Gràcia
La capella de Nostra Senyora de Gràcia és una obra del municipi de Sant Salvador de Guardiola (Bages) inclosa en l'Inventari del Patrimoni Arquitectònic de Catalunya.

## Descripció
Es tracta d'una petita capella situada als afores del nucli de la vila. Presenta elements d'època medieval, però ha estat molt restaurada al llarg dels segles. D'aquest estil en destaca un baix relleu d'un animal inscrit en el mur de la porta d'entrada. L'accés principal de la capella, es fa a partir d'una porxada coberta per una teulada a doble vessant; En aquesta hi ha un fris de pedra en el qual s'hi aprecia un escrit. L'interior és força modern i té un aire classicista, l'espai és cobert per una volta de creueria rebaixada.